# Култума
Култума́ (каз. Құлтума) — село у складі Сариагаського району Туркестанської області Казахстану. Входить до складу Куркелеського сільського округу.
До 1993 року село називалось Ударник.
Населення — 503 особи (2021; 347 у 2009, 234 у 1999, 179 у 1989).